# Flughafen Penang

i8
i11
i13
Der Bayan Lepas International Airport (englisch Penang International Airport, IATA-Code: PEN, ICAO-Code: WMKP) ist der internationale Flughafen der Insel Penang, die eine der Hauptattraktionen für Touristen in Malaysia ist. Der Flughafen befindet sich am südöstlichen Rand der Insel und ist mit einer Interkontinental-Start- und Landebahn von ca. 3,5 km Länge ausgerüstet.
Neben den Passagierfluggesellschaften steuern auch mehrere internationale Frachtfluggesellschaften, darunter auch die deutsche Lufthansa Cargo, den Flughafen Penang an.
Bis zu zwölf Flugzeuge können auf dem Hauptvorfeld gleichzeitig parken. Das moderne Abfertigungsgebäude besteht aus einem zentralen Gebäudekörper für die Abwicklung von Check-in und Gepäckausgabe und einem vorgelagerten Piergebäude, welcher mit acht Fluggastbrücken ausgestattet ist.
Die ehemalige kurze Piste wurde beim letzten Ausbau des Flughafens zu einem Taxiway für die neuerbaute Piste umfunktioniert und verlängert.
Im Jahr 2000 wurde ein neues Frachtabfertigungsgebäude eröffnet, um dem seit mehr als sechs Jahren kontinuierlich steigenden Frachtaufkommen, mit einer Kapazität von 360.000 Tonnen pro Jahr, gerecht zu werden.

## Zwischenfälle
- Am 6. Oktober 1946 stürzte ein Transportflugzeug des Typs Avro York C.1 der Royal Air Force (Luftfahrzeugkennzeichen MW125) etwa 160 Kilometer westlich des Zielflughafens Penang ins Meer. Die Maschine kam vom Flughafen Kalkutta-Dum Dum. Alle 21 Insassen, 6 Besatzungsmitglieder und 15 Passagiere, kamen ums Leben.[3]